# 甦るマヤ・1989〜失われた大神殿の謎〜
『甦るマヤ・1989〜失われた大神殿の謎〜』（よみがえるマヤ・1989 うしなわれただんしんでんのなぞ）は、1989年9月24日 14:00 - 15:24 (JST) にTBS系列局で放送された毎日放送製作のドキュメンタリー番組。毎日放送の開局40周年記念番組として放送された。
日墨修好百年記念として、メキシコ国立人類歴史学研究所と並河萬里事務所の協力の下、メキシコの密林地帯にあるマヤ文明時代の大都市・ヤシュチラン遺跡の発掘作業を紹介。ナレーターは大滝秀治が、音楽は姫神が担当した。マヤ文明の謎に迫り、その時代の文字･暦をはじめ起源･滅亡、建築･工芸をテーマに紹介。
また、国立民族学博物館助手（当時･現：名誉教授）の八杉佳穂が当番組のために、ヤシュチランを取材し、調査を行った。
翌1990年9月2日には続編として『甦るマヤ・1990〜密林に眠る大王を探して〜』が放送された。

## 参考出典
- 毎日新聞短縮版1989年9月・P964